# Cantonul Saint-Paul-2
Cantonul Saint-Paul-2 este un canton din arondismentul Saint-Paul, Réunion, Franța.